# 172850 Coppens
172850 Coppens è un asteroide della fascia principale. Scoperto nel 2005, presenta un'orbita caratterizzata da un semiasse maggiore pari a 2,8142415 UA e da un'eccentricità di 0,0556193, inclinata di 1,78746° rispetto all'eclittica.